# Коломбо
 Тази статия е за фактическата столица на Шри Ланка.  За едноименния сериал вижте Коломбо (сериал).  
Коломбо (на синхалски: කොළඹ; на тамилски: கொழும்பு) е най-големият град и фактическа столица на Шри Ланка. След 1982 г. административната столица на страната е изместена в Шри Джаяварданапура Коте. Градът е разположен на западния бряг на острова, в непосредствена близост до съвременната столица. Към 2012 г. населението на Коломбо възлиза на 561 314 души. Коломбо е център на метрополен регион обитаван от 5 648 000 души.
Съвременното име на града е дадено от португалците през 1505 г. и се смята, че произлиза от синхалското име Kolon thota, което означава пристанище на река Келани. Друго предположение за произхода на името Коломбо е от синхалското име Kola-amba-thota, което означава пристанище с многолистни мангови дървета.
Заради стратегическото си разположение по важни за морската търговия маршрути запад-изток и удобното си голямо пристанище, Коломбо е известен на древните търговци още отпреди 2000 години. Въпреки това Коломбо е обявен за столица едва през 1815 г., когато градът е включен в състава на Британската империя и става административен център на целия остров, тогава носещ името Цейлон. Статусът на столичен град се запазва дори и след обявяването на независимост и създаването на Цейлонска държава. Въпреки че през 1978 г. столицата е преместена, Коломбо остава фактическа столица на Шри Ланка и главен културен, икономически и образователен център.

## Население
В Коломбо има различни етноси и култури. Населението на града е смесица от множество народности, предимно синхали, тамили и моори. Също така има компактни групи от китайци, португалци, холандци, малайци и индийци, както и множество временно живеещи европейци. В рамките на града живеят 642 163 души, което прави Коломбо най-големият град в Шри Ланка. Според преброяването от 2001 г. в Коломбо живеят следните етнически групи:
| Но | Етнос               | Население | % от всички |
| -- | ------------------- | --------- | ----------- |
| 1  | синхали             | 265 657   | 41,36       |
| 2  | шриланкски тамили   | 185 672   | 28,91       |
| 3  | моори               | 153 299   | 23,87       |
| 4  | индийски тамили     | 13 968    | 2,17        |
| 5  | малайци             | 11 149    | 1,73        |
| 6  | бюргери (европейци) | 5273      | 0,82        |
| 7  | чети                | 740       | 0,11        |
| 8  | бхарата             | 471       | 0,07        |
| 9  | други               | 5934      | 0,96        |
| 10 | общо                | 642 163   | 100         |

## Управление
Коломбо е град с автономно управление, начело на което е общински съвет и кмет. Членовете на този съвет и кметът се избират чрез местни избори, които се провеждат веднъж на пет години. За последните 50 години градът се е управлявал от дясно-центристката Обединена национална партия, която провежда либерална икономическа политика. Въпреки това през 2006 г. кандидат-листата на партията е отхвърлена и на изборите участва Независимата група, поддържана от ОНП. Изборите са спечелени от Уваис Мохамед Имитиас, който към този момент продължава да бъде кмет на Коломбо.

## Административно деление
Коломбо се дели на 15 номерирани района за нуждите на пощенските служби. В тези райони влизат всички квартали и предградия, разпределени според съответстващите пощенски клонове.
| Пощенска зона | Квартал                                |
| Коломбо 1     | Форт                                   |
| Коломбо 2     | Слейв Айлънд и Юниън Плейс             |
| Коломбо 3     | Колупития                              |
| Коломбо 4     | Бамбалапития                           |
| Коломбо 5     | Хейвлък Таун и Кирилапоне              |
| Коломбо 6     | Уелауате и Паманкада                   |
| Коломбо 7     | Синамън Гардънс                        |
| Коломбо 8     | Борела                                 |
| Коломбо 9     | Дематагода                             |
| Коломбо 10    | Марадана и Панчикауате                 |
| Коломбо 11    | Петах                                  |
| Коломбо 12    | Хълтсдорф                              |
| Коломбо 13    | Котахена и Блумендха                   |
| Коломбо 14    | Грандпас                               |
| Коломбо 15    | Мутуал, Модера, Матакулия и Мадампития |

## Побратимени градове
- Санкт Петербург, Русия (от 1997)
- Шанхай, Китай (от 2003)
- Лийдс, Великобритания